# 사임당로 (서울)
사임당로(師任堂路)는 신사임당을 따서 제정된 도로다. 근처에 서울교육대학교가 있다. 서쪽으로는 역삼로와 쭉 이어진다.